# Црвени Карени
Црвени Карени, познатији и као Каренни (енгл. Karenni people), и као Каја (бурм. ကယားလူမျိုး), је сино-тибетански народ сродан Каренима, који углавном живи у држави Каја, у Мјанмару.

## Порекло
Иако припадају сино-тибетанској породици народа, њихово порекло је нејасно. Према неким мишљењима, представљају потомке етничких Монгола (из степа данашње Монголије) који су преко Тибета мигрирали у југоисточну Азију, док се, према другим мишљењима, сматра да је њихова прапостојбина централна Азија. Сматра се да су на подручје Мјанмара стигли почетком 8. века.

## Историја
Од бурманске историје до раног 19. века, Мјанмар је била држава сачињена од различитих краљевстава с бурманским царством ка западу, од којих су највећа била краљевства Црвених Карена, Карена, Качина, и Шана. Иако живе на истом простору, Црвени Карени су етнички, лингвистички, религијски, и културно другачији од осталих бурманских народа.
Године 1875. је посебним англо-бурманским споразумом призната независност три црвенокаренских држава, на источном граници данашње Британске Бурме. Те државе, које никада нису биле део Британске империје, су након проглашења независности Мјанмара 1948. године насилно припојене Бурманској царевини.
Данас, држава Црвених Карена је смештена између Тајланда и Мјанмара. Отприлике исте величине као Хаваји, богата је рудама попут злата, волфрама, боксита и других ретких минерала.

## Религија
Око 75% Црвених Карена су хришћани, 20% су будисти и 5% анимисти.